# Dorthe Holm
Dorthe Holm (n. 3 iulie 1972, Copenhaga, Danemarca) este o jucătoare de curl ce a reprezentat Danemarca, medaliată olimpică. A participat la 3 ediții ale Jocurilor Olimpice (1992, 1998, 2006) în care a câștigat o medalie de argint.